# Henri Manuel

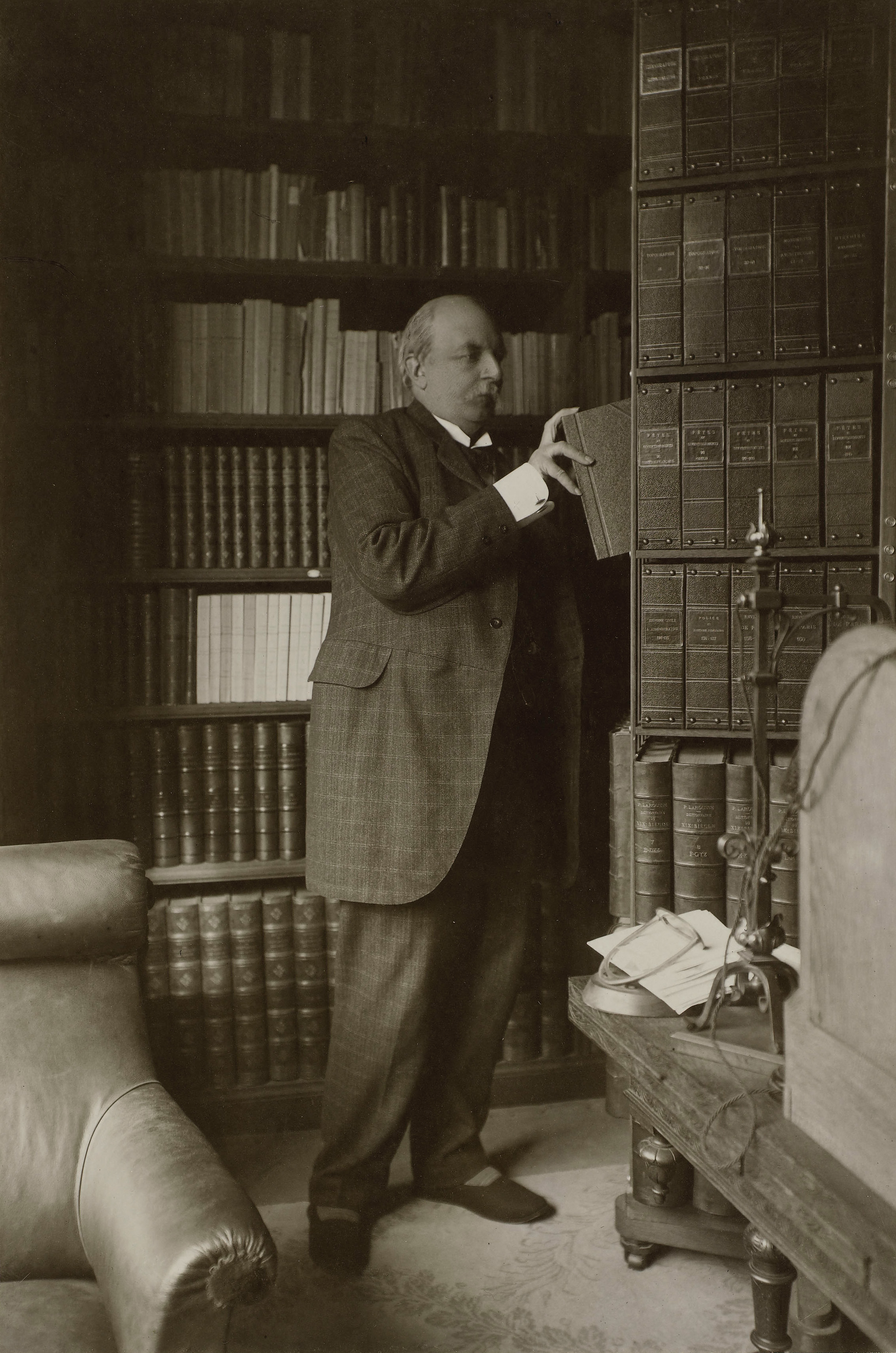
Henri Manuel

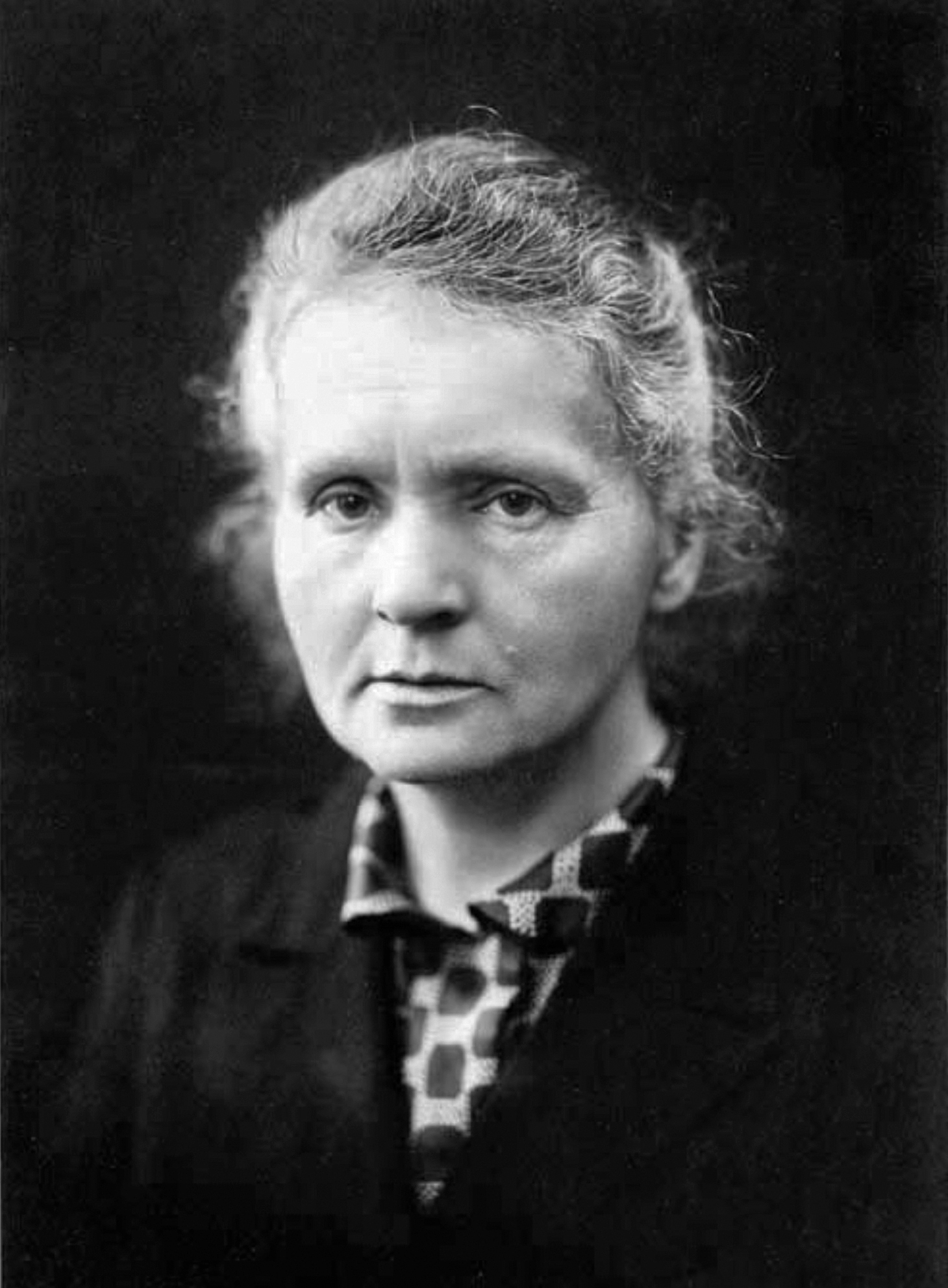
Henri Manuel (um 1920): Marie Curie

Henri Manuel (* 24. April 1874 in Paris; † 11. September 1947 in Neuilly-sur-Seine) war ein französischer Porträtfotograf.

## Leben
Henri Manuel, der Sohn von Jacob Manuel und Célestine Lévy aus dem 3. Arrondissement in Paris, eröffnete dort zusammen mit seinem Bruder Gaston (* 3. Februar 1881) anno 1900 ein Studio, in dem sich mit der Zeit vor allem Politiker und Künstler ablichten ließen. Am 5. August 1901 heiratete Henri Manuel in Basel Rachel Camille Meyer.
Die Arbeitsgebiete Sport und Architektur kamen zur Porträtfotografie hinzu. Noch vor dem Ersten Weltkrieg trennten sich die Brüder geschäftlich. Henri arbeitete als alleiniger Inhaber in seinem neuen Studio in der Rue du Faubourg-Montmartre Hausnummer 16 im 9. Arrondissement. Von 1914 bis 1944 arbeitete er als offizieller Fotograf der französischen Regierung. Wie die Historikerin Françoise Denoyelle, Expertin im Fach Geschichte und Entwicklung der Fotografie, schreibt, lieferte Henri Manuel in den Jahren von 1906 bis 1938 Beiträge für etliche Modejournale. In den 1920er Jahren arbeitete er mit Jacques-André Boiffard und Man Ray zusammen. Zum Beispiel entstand die Illustration zu André Bretons Roman Nadja.
Henri Manuels umfangreiches Werk wurde im Zweiten Weltkrieg zerstört. Überreste, bestehend aus zirka 500 Fotoplatten, finden sich im Französischen Kulturarchiv.

## Ehrung
- Ritter der Ehrenlegion